# Woutersia
Woutersia és un gènere de mamaliaformes extints que visqueren durant el Retià (Triàsic superior). Se n'han trobat restes fòssils a l'est de França. La forma de les seves dents molars indica que era capaç de triturar els seus aliments. Les dimensions de les dents fan pensar que tenia aproximadament la mateixa mida que un ratolí. Es creu que és un parent proper del kuehneoteri.